# Thereuonema microstoma
Thereuonema microstoma är en mångfotingart som först beskrevs av Frederik Vilhelm August Meinert 1886.  Thereuonema microstoma ingår i släktet Thereuonema och familjen spindelfotingar. Inga underarter finns listade i Catalogue of Life.